# ACTEW Corporation
ACTEW Corporation Limited ist eine staatliche Holdinggesellschaft in Australien. Sie ist für den Unterhalt der Grundversorgungsnetze in der Hauptstadt Canberra und im Australian Capital Territory zuständig. Dazu gehören Wasser, Abwasser, Erdgas, Telekommunikation und Elektrizität.
Australian Capital Territory Electricity and Water (ACTEW) entstand 1988 aus der früheren ACT Electricity Authority (ACTEA). Damals hatte das Australian Capital Territory die Selbstverwaltung erhalten und alle staatlich kontrollierten Versorgungsdienstleistungen wurden zu einem Unternehmen vereinigt. Dieses wurde 1995 zur Aktiengesellschaft ACTEW Corporation umgewandelt, um besser auf die Deregulierung des Marktes reagieren zu können.
Im Oktober 2000 bildete das Unternehmen im Rahmen einer Public Private Partnership ein Joint Venture mit der Australian Gas Light Company (AGL), wodurch ACTEW zu einer Holdinggesellschaft wurde. Die Bereiche Elektrizität und Erdgas wurden an die neue Gesellschaft ActewAGL übertragen; ACTEW blieb weiterhin im Besitz der Wasserversorgungs- und Abwassernetze.